# 景黛音
景黛音（英語：Flora King Toi Yam；1961年9月5日—），香港女歌手、演員，1976年以15歲之齡的曾經玩票性質參加佳藝電視武俠電視劇《武則天》等演出，1980年代中期加入香港無綫電視女演員，再於1979年參與無綫電視第八期藝員訓練班，1987年中期離開電視台，至2019年，曾復出演出電視劇集。她較為人熟知的是1984年版《鹿鼎記》中飾演「建寧公主」等一角。

## 背景
景黛音在香港出生，為富裕家庭的獨生女兒。早年就讀香港基教書院，1976年15歲時曾經玩票性質參加佳藝電視電視劇武則天演出。1979年中五畢業後，便報考無綫電視第八期藝員訓練班。同屆同學計有湯鎮業、李成昌、廖啟智、魯振順、艾威等人。未畢業已獲電視台外借予香港電台拍攝《執法者》。她曾任《欢乐今宵》的节目主持，与戚美珍、廖安丽并称为“EYT三小花”。擅长演绎娇憨活泼、刁蛮任性的少女角色，曾於多部電視劇中擔任主要角色，包括《鹿鼎记》的建宁公主、《雪山飞狐》的程灵素及《陆小凤之凤舞九天》的薛冰等。亦曾於1982年獲得永恆唱片高層欣賞其歌藝而簽約成為歌手，且推出個人唱片《少女情懷》、《香江花月夜》、《痴痴不再》。及後，她因操勞過度而患上急性肝炎，要留院治療。康復後活躍於演藝圈至1980年代後期淡出電視圈。1985年向無綫電視提出解約要求，1986年7月約滿離開。不再續約之原因源於她常被公司派演古裝劇，令她覺得無新意，於是萌生離去的念頭。1990年代初，她曾為《清新周刊》寫專欄“景黛音A級訪問”；其後嫁人相夫教女。景黛音在1980年代曾被稱為古装小花 (1980-1986)TVB七仙女之一，其餘小花旦演員是翁美玲、戚美珍、曾华倩、蓝洁瑛、商天娥以及刘嘉玲。其演藝歷程雖然順利，但她曾在1983年遭電視台雪藏。2019年，景黛音息影多年後事隔三十多年後應ViuTV製作部副總裁金廣城邀請復出參演ViuTV劇集《退休女皇》。

## 個人生活
景黛音曾與藝人湯鎮業拍拖。她現時已婚，丈夫是有「演唱會之父」之稱的前無綫電視編導楊健恩。二人於1982年已傳出緋聞，婚後育有一名女兒。

## 電視劇作品

### 佳藝電視
| 年份   | 劇名   | 角色   | 合作 |
| 1976年 | 武則天 | 韋團兒 |      |

### 無線電視
| 年份   | 劇名              | 角色                 | 合作                           |
| 1979年 | 楚留香            | 盈盈                 |                                |
| 1979年 | 名劍風流          | 宮女                 |                                |
| 1980年 | 離別鈎            | 丫鬟                 | 謝賢                           |
| 1980年 | 上海灘            | 蘇旺娣               | 周潤發、呂良偉、趙雅芝         |
| 1980年 | 上海灘續集        | 郭秋霞               | 張國強、廖啓智、林嘉華         |
| 1980年 | 仁者無敵          | 白愫怡               | 石修                           |
| 1980年 | 聲寶喜相逢        | 阿靜                 | 賈思樂                         |
| 1980年 | 衝擊              | 雷彩霞               | 任達華、湯鎮業、廖啓智         |
| 1981年 | 風雨晴            | 蕭貝貝               | 黃日華                         |
| 1982年 | 天龍八部          | 靈鷲宮弟子、西夏公主 | 湯鎮業、黃日華、梁家仁         |
| 1983年 | 阿茂揸槍 (單元劇) |                      | 湯鎮業                         |
| 1983年 | 七彩如來神掌      | 金楚楚               | 于洋                           |
| 1984年 | 决戰玄武門        | 李洛雲               | 黃日華、苗僑偉、翁美玲         |
| 1984年 | 鹿鼎記            | 建宁公主             | 梁朝偉、劉德華                 |
| 1984年 | 香江花月夜        | 小杜鵑               | 梅艷芳、蔣麗萍、湯鎮業、李國麟 |
| 1985年 | 雪山飛狐          | 程靈素               | 呂良偉、趙雅芝、曾華倩、陳秀珠 |
| 1986年 | 陸小鳯之鳯舞九天  | 薛冰                 | 萬梓良、陳秀珠                 |

### ViuTV
| 年份   | 劇名     | 角色 | 合作 |
| 2019年 | 退休女皇 | Sara | 姜濤 |

### 香港電台
| 年份   | 劇名                            | 角色   | 合作           |
| 1979年 | 執法者：黑夜中的女孩 / 愛情故事 | 小龍女 | 曾其軾         |
| 1984年 | 獅子山下：青春旅程              | Winnie | 鍾保羅、李賽鳳 |

### 臺视
| 年份   | 劇名       | 角色   | 合作                                 |
| 1986年 | 新绝代双骄 | 铁心兰 | 杨盼盼、黄香莲、黄慧文、吕盈莹、桑妮 |

## 电影
- 1980年：冲破 飾 阿萍
- 1981年：飞刀，又见飞刀 飾 蝶儿
- 1981年：處決》
- 1983年：上海滩 飾 阿娣
- 1983年：上海滩续集 飾 阿娣

## 舞台劇
- 1984年：潘金蓮 飾 潘金蓮[19]

## 其他演出
- 1979年：執法者 ‧ 黑夜中的女孩 飾 女警員（香港電台）
- 1979年：執法者 ‧ 愛情故事 飾 小龍女（香港電台）
- 1984年：獅子山下 ‧ 青春旅程 飾 Winnie（香港電台）
- 1985年：譚詠麟 - 情 (是永願著迷) 音樂錄影帶

## 節目主持
- 1981年至1983年：歡樂今宵[20][21]

## 綜藝節目
- 1982年：歡樂今宵（「如來神掌」短劇）[22]
- 1985年：1985年十萬小時慶祝盛典[23]

## 唱片專輯
| 發行日期 | 專輯名稱            | 專輯類型 | 發行公司 | 曲目 |
| -------- | ------------------- | -------- | -------- | --- |
| 1982年   | 此夜心情 — 少女情怀 | 粵語大碟 | 永恆唱片 | 曲目 1. 此夜心情 2. 雲彩 3. 關起心窗 4. 因為你 5. 風之女 6. 少女情懷 7. 心裡人 (湯鎮業合唱) 8. 遺忘 9. 愛似情鎖 10. 踏入愛的路 11. 秋 |
| 1984年   | 愛是忘不了          | 粵語大碟 | 永恆唱片 | 曲目 1. 痴痴不再 2. 午夜婚紗 3. 又再起步 4. 因為你 5. 或者是愛情 6. 你怕說 7. 愛是忘不了 8. 離别你 9. 聲聲慢 10. 今天的決定 11. 緣份 |
| 1985年   | 香江花月夜          | 粵語大碟 | 永恆唱片 | 曲目 1. 歡樂青春 (香江花月夜插曲) 2. 祝福你 (香江花月夜插曲) 3. 問三聲 (香江花月夜插曲) 4. 痴痴不再 5. 少女情懷 6. 或者是愛情 7. 遺忘 8. 堤岸情歌 (香江花月夜插曲) 9. 愛是忘不了 10. 愛似情鎖 (香江花月夜插曲) 11. 聲聲慢 12. 離别你 13. 因為你 |

- 永恒唱片公司歌星的合辑